# Baphia longipedicellata subsp. keniensis
Sous-espèce
Synonymes
- Baphia keniensis Brummitt, 1968[2]

Statut de conservation UICN

 VU B1+2c : Vulnérable
Baphia longipedicellata subsp. keniensis est une sous-espèce de plantes à fleurs du genre Baphia et de la famille des Fabaceae.

## Répartition
Baphia longipedicellata subsp. keniensis est endémique du Kenya.